# BLU–107 Durandal
A BLU–107 Durandal repülőgépről ledobható kifutópálya-romboló bomba, amelyet a francia Matra cég fejlesztett (ma MBDA France, az EADS egyik leányvállalata.) Nevét a középkori francia mondákban szereplő Durendal kardról kapta.
A Durandalt kis magasságról dobják le, zuhanását ejtőernyő lassítja, melynek köszönhetően a bomba lassan függőleges helyzetbe kerül. Ennek elérésekor a bombában beindul egy gyorsító rakétahajtómű, amely a megerősített orr-részű Durandalt a kifutópálya felszíne alá fúrja. A bomba a felszín átszakítását követően robban fel. Az így keletkezett kráter hatalmas pusztítást okoz a kifutópálya felületén – a rombolás nagyobb, mintha egy hasonló robbanóerejű, hagyományos bombát dobtak volna le. A rakétameghajtásnak köszönhetően a Durandal akár 40 centiméter vastag betonba is be tud fúródni. A létrejött kráter 2 méter mély és 5 méter átmérőjű is lehet, a felpúposodott beton átmérője elérheti a 15 métert.
Egy Durandal 200 kg tömegű és 2,7 m hosszú. A robbanófejben 100 kg robbanóanyag található.

## A hatnapos háborúban
| „                                               | A sugárhajtású repülőgép a világ legveszedelmesebb fegyvere – a levegőben. A földön azonban haszontalan. | ” |
| – Mordecháj Hod, az izraeli légierő parancsnoka | |   |

A Durandal elődjét Franciaország és Izrael közösen fejlesztette ki az 1960-as években, kifejezetten kifutópálya-rombolási céllal. A fegyvert az izraeliek roppant nagy hatékonysággal vetették be a hatnapos háború, elsősorban a Fókusz hadművelet során.
A bombákat Mirage III vadászbombázók általi bevetésre tervezték, amelyek az 1960-as években az izraeli légierő gerincét alkották. A bombák fejlesztését már sokkal a hatnapos háború lehetőségének felmerülése előtt elrendelték. Az izraeli stratégák felismerték, hogy Izrael háborús túlélése csakis azon múlhat, hogy az ország megszerzi és fenntartja a Közel-Kelet feletti légi fölényét. Az egyiptomi légibázisok nagy részén, főleg a Sínai-félszigeten, csak egyetlenegy kifutópálya volt, és így egy jól megtervezett és végrehajtott csapással egy egész repülőtérre való ellenséges harci gépet lehetett semlegesíteni.
Az egyiptomi légierőt az első támadási hullámokban több száz izraeli Durandal csapás érte, így földre kényszerítve az egyiptomi harci gépek javát. A mozgásképtelen és védtelen gépeket ezután a következő hullámok gépfegyverekkel és rakétákkal pusztították el. A taktika az izraeli légierő legmerészebb álmait is felülmúlta – a háború első óráját követően az egyiptomi légierő harcászati szempontból semlegesítve lett. A sikeres támadásban több száz gép semmisült meg.

## Fejlesztése
Az izraeli tapasztalatokat követően 1968-ban a francia Engins Matra és a német Dornier közösen megkezdte egy szárnyas kifutópálya-romboló bomba fejlesztését. Bár a programot egy évvel később befejezték, a Matra 1971-ben újra nekikezdett egy kifutópálya-romboló bomba fejlesztésének. A K+F program 1973-ban teljesedett ki, és a program eredményeként elkészült Durandal gyártását 1977-ben kezdték el exportra, többek között az Egyesült Államok számára. Maga a Francia Légierő sohasem rendszeresítette a Durandalt, helyette a hasonló BAP 100 kifutópálya-romboló bomba mellett döntött.
A tehát kizárólag exportra gyártott Durandalból összesen 22 492 darab készült. Az amerikai légierő 1983-ban rendelt először a fegyverből. A BLU-170/B variáns meredekebb szögben csapódik a kifutópályába és a fékezőernyőjét is úgy képezték ki, hogy a legnagyobb bombavetési sebesség 1166 km/h-ra (~0,95 Machra) emelkedjen.
Az öbölháború óta csökkent a közvetlen átrepülést igénylő fegyverek iránti igény, és inkább a siklóbombák kerültek előtérbe, a Durandalt jelenleg nem gyártják.

## Lásd még
- Fókusz hadművelet